# Roberto Matranga
Roberto Matranga (Roma, 15 giugno 1969) è un allenatore di calcio a 5 ed ex giocatore di calcio a 5 italiano.

## Carriera

### Giocatore
In passato è stato il pivot di importanti squadre del panorama nazionale e ha vestito la maglia azzurra. Ha cominciato a giocare a calcio all'età di 10 anni militando nelle file del Fregene, Valle Aurelia e Ladispoli. Nel 1989 è passato al calcio a 5, dove ha giocato inizialmente con il Tennis 4 (Serie A), un circolo sulla Nomentana. Nel 1990 ha vestito la maglia del Ladispoli (Serie A) dove ha vinto nel 1994 la Supercoppa italiana contro il Torrino e nella stagione 1996-97 il titolo di capocannoniere con 52 gol. L'anno dopo è andato alla Lazio e con i colori biancocelesti si è aggiudicato l'accoppiata scudetto e Coppa Italia. Doppio successo bissato anche con la maglia dell'Intercart Genzano nella stagione 1999-00, mentre nell'annata successiva ha centrato il terzo scudetto in quattro anni con la Roma Lamaro. Con la nazionale italiana ha partecipato a due campionati mondiali: nel 1992 gli azzurri sono stati eliminati al primo turno della manifestazione mentre nel 1996 si sono fermati al secondo turno. Nel 1992 al torneo Internazionale di Mosca con Italia, Russia, Slovenia e Ucraina ha vinto il titolo di miglior giocatore della manifestazione insieme a Eremenko.

### Allenatore
Conclusa la carriera da giocatore nel 2003 nel Nepi, è rimasto all'interno della società ricoprendo per due anni il ruolo di direttore sportivo. Nel 2005 ha iniziato ad allenare, prima come vice sulla panchina dello stesso Nepi, quindi Forte Colleferro e Lazio-Colleferro. La prima esperienza da capo allenatore è alla Brillante Roma in Serie A2. Nel luglio 2009 partecipa al Master di Coverciano, prendendo l'abilitazione di allenatore di 1º livello. Nel 2010-11 è vice di Roberto Menichelli sulla panchina dell'Italia mentre la stagione seguente allena il Fiumicino in Serie A, senza riuscire ad evitarne la retrocessione. Nel 2013 ritorna nei quadri dirigenziali della Lazio, mentre nel gennaio del 2015 è nominato allenatore del Lido di Ostia, traghettando i lidensi in Serie B.

## Palmarès

### Giocatore

#### Club
- Campionato italiano: 3

Lazio: 1997-98
Genzano: 1999-00
Roma RCB: 2000-01
- Coppa Italia: 2

Lazio: 1998-99
Genzano: 2000-01
- Supercoppa italiana: 1

Ladispoli: 1994

#### Individuale
- Capocannoniere della Serie A: 1

Ladispoli: 1996-97

### Allenatore
- Campionato di Serie A2: 1
Lido di Ostia: 2018-19 (girone B)
- Campionato di Serie B: 1
Lido di Ostia: 2016-17 (girone E)